# Glossocratus syriacus
Glossocratus syriacus är en insektsart som beskrevs av Géza Horváth 1911. Glossocratus syriacus ingår i släktet Glossocratus och familjen dvärgstritar. Inga underarter finns listade i Catalogue of Life.